# Krasna (województwo zachodniopomorskie)
Krasna (dawniej: niem. Fischersruh) – osada w Polsce położona w województwie zachodniopomorskim, w powiecie świdwińskim, w gminie Świdwin.
Zobacz też: Krasna.